# Azione nossale
L'azione nossale è un istituto giuridico del diritto romano di natura penale. Attraverso questa azione il pater familias o il dominus metteva a disposizione della vittima del reato, o al suo pater familias, il soggetto che l'aveva commesso. Qualora non l'avesse fatto, lo stesso pater familias rispondeva personalmente del delitto commesso.

## Caratteristiche
Presupposti di tale azione risarcitoria sono:
- La commissione di un reato da parte di un soggetto senza capacità giuridica.
- L'identificazione del reo e del proprio dominus o del pater familias.
- La volontà del dominus o del pater familias di esercitare tale azione.